# Liste des monuments classés du gouvernorat du Kef
Cette liste des monuments classés du gouvernorat du Kef est une liste des monuments historiques et archéologiques protégés et classés du gouvernorat du Kef établie par l'Institut national du patrimoine de Tunisie.

## Liste
| Identifiant monument | Site                | Monument                                                                     | Adresse | Date de classement | Décret           | Coordonnées                      | Illustration                                                               |                       |
| -------------------- | ------------------- | ---------------------------------------------------------------------------- | ------- | ------------------ | ---------------- | -------------------------------- | -------------------------------------------------------------------------- | --------------------- |
| 33-1                 | Khanguet el-Khedima | Grand monument indéterminé                                                   |         | 12 mai 1901        | 12 mai 1901      | à géolocaliser                   | Image manquante Téléverser                                                 | Télécharger une image |
| 33-2                 | El Medina           | Porte archéologique à chapiteaux corinthiens                                 |         | 19 mars 1894       | 19 mars 1894     | à géolocaliser                   | Image manquante Téléverser                                                 | Télécharger une image |
| 33-3                 | El Medina           | Cité                                                                         |         | 13 mars 1912       | 13 mars 1912     | à géolocaliser                   | Image manquante Téléverser                                                 | Télécharger une image |
| 33-4                 | El Medina           | Place publique                                                               |         | 13 mars 1912       | 13 mars 1912     | 35° 52′ 27″ nord, 8° 47′ 07″ est | Place publique                                                             | Télécharger une image |
| 33-5                 | El Medina           | Tombe romaine                                                                |         | 19 mars 1894       | 19 mars 1894     | à géolocaliser                   | Image manquante Téléverser                                                 | Télécharger une image |
| 33-6                 | El Medina           | Amphithéâtre archéologique                                                   |         | 19 mars 1894       | 19 mars 1894     | 35° 52′ 22″ nord, 8° 47′ 11″ est | Amphithéâtre archéologique                                                 | Télécharger une image |
| 33-7                 | El Medina           | Temple romain                                                                |         | 19 mars 1894       | 19 mars 1894     | à géolocaliser                   | Image manquante Téléverser                                                 | Télécharger une image |
| 33-8                 | El Medina           | Porte septentrionale de la médina                                            |         | 19 mars 1894       | 19 mars 1894     | à géolocaliser                   | Image manquante Téléverser                                                 | Télécharger une image |
| 33-9                 | Ellès               | Mégalithes                                                                   |         | 1er mars 1905      | 1er mars 1905    | 35° 56′ 48″ nord, 9° 05′ 50″ est | Mégalithes                                                                 | Télécharger une image |
| 33-10                | Zanfour             | Pieds droits de l'arc triomphal du sud-est                                   |         | 19 mars 1894       | 19 mars 1894     | 35° 59′ 14″ nord, 9° 01′ 36″ est | Image manquante Téléverser                                                 | Télécharger une image |
| 33-11                | Zanfour             | Arc triomphal du nord                                                        |         | 19 mars 1894       | 19 mars 1894     | à géolocaliser                   | Image manquante Téléverser                                                 | Télécharger une image |
| 33-12                | Zanfour             | Théâtre                                                                      |         | 19 mars 1894       | 19 mars 1894     | à géolocaliser                   | Image manquante Téléverser                                                 | Télécharger une image |
| 33-13                | Zanfour             | Cella du temple                                                              |         | 19 mars 1894       | 19 mars 1894     | à géolocaliser                   | Image manquante Téléverser                                                 | Télécharger une image |
| 33-14                | Zanfour             | Arc de Caracalla et de Julia Domna                                           |         | 19 mars 1894       | 19 mars 1894     | à géolocaliser                   | Image manquante Téléverser                                                 | Télécharger une image |
| 33-15                | Ksar Ksiba          | Fort byzantin                                                                |         | 8 mai 1895         | 8 mai 1895       | à géolocaliser                   | Image manquante Téléverser                                                 | Télécharger une image |
| 33-16                | Ksar Ksiba          | Fortin                                                                       |         | 6 janvier 1901     | 6 janvier 1901   | à géolocaliser                   | Image manquante Téléverser                                                 | Télécharger une image |
| 33-17                | Ksar Ksiba          | Dolmens de la nécropole                                                      |         | 8 mai 1895         | 8 mai 1895       | à géolocaliser                   | Image manquante Téléverser                                                 | Télécharger une image |
| 33-18                | Lorbeus             | Citadelle byzantine                                                          |         | 13 mars 1912       | 13 mars 1912     | à géolocaliser                   | Image manquante Téléverser                                                 | Télécharger une image |
| 33-19                | El Ksour            | Chapiteau punique encastré dans un mur de la cour intérieure de la mosquée   |         | 12 mai 1901        | 12 mai 1901      | à géolocaliser                   | Chapiteau punique encastré dans un mur de la cour intérieure de la mosquée | Télécharger une image |
| 33-20                | Le Kef              | Thermes romains                                                              |         | 8 juin 1891        | 8 juin 1891      | 36° 10′ 49″ nord, 8° 42′ 36″ est | Thermes romains                                                            | Télécharger une image |
| 33-21                | Le Kef              | Citernes antiques                                                            |         | 8 juin 1891        | 8 juin 1891      | 36° 11′ 04″ nord, 8° 43′ 06″ est | Citernes antiques                                                          | Télécharger une image |
| 33-22                | Le Kef              | Édifice dit Dar El Djir                                                      |         | 8 juin 1891        | 8 juin 1891      | 36° 10′ 49″ nord, 8° 42′ 36″ est | Édifice dit Dar El Djir                                                    | Télécharger une image |
| 33-23                | Le Kef              | Rempart de la citadelle romaine                                              |         | 8 juin 1891        | 8 juin 1891      | 36° 10′ 55″ nord, 8° 42′ 41″ est | Rempart de la citadelle romaine                                            | Télécharger une image |
| 33-24                | Le Kef              | Église ancienne dite Dar El Kous                                             |         | 8 juin 1891        | 8 juin 1891      | 36° 10′ 46″ nord, 8° 42′ 47″ est | Église ancienne dite Dar El Kous                                           | Télécharger une image |
| 33-25                | Le Kef              | Église ancienne dite Ksar El Ghoula                                          |         | 8 juin 1891        | 8 juin 1891      | 36° 11′ 01″ nord, 8° 43′ 16″ est | Église ancienne dite Ksar El Ghoula                                        | Télécharger une image |
| 33-26                | Henchir Stah        | Fort archéologique (tombe)                                                   |         | 6 janvier 1901     | 6 janvier 1901   | à géolocaliser                   | Image manquante Téléverser                                                 | Télécharger une image |
| 33-27                | Henchir Stah        | Grand fort byzantin                                                          |         | 6 janvier 1901     | 6 janvier 1901   | à géolocaliser                   | Image manquante Téléverser                                                 | Télécharger une image |
| 33-28                | Henchir Touiref     | Mausolée                                                                     |         | 1er mars 1905      | 1er mars 1905    | à géolocaliser                   | Image manquante Téléverser                                                 | Télécharger une image |
| 33-29                | Henchir Ksour       | Grand ksar byzantin                                                          |         | 12 mai 1901        | 12 mai 1901      | à géolocaliser                   | Image manquante Téléverser                                                 | Télécharger une image |
| 33-30                | Henchir Ksour       | Réservoir près de la source                                                  |         | 12 mai 1901        | 12 mai 1901      | à géolocaliser                   | Image manquante Téléverser                                                 | Télécharger une image |
| 33-31                | Henchir Zlam        | Mausolée à pilastres corinthiens                                             |         | 3 mai 1920         | 3 mai 1920       | à géolocaliser                   | Image manquante Téléverser                                                 | Télécharger une image |
| 33-32                | Henchir Guergour    | Château byzantin                                                             |         | 6 janvier 1901     | 6 janvier 1901   | à géolocaliser                   | Image manquante Téléverser                                                 | Télécharger une image |
| 33-33                | Henchir Guergour    | Barrage romain                                                               |         | 12 mai 1901        | 12 mai 1901      | à géolocaliser                   | Image manquante Téléverser                                                 | Télécharger une image |
| 33-34                | Henchir Guergour    | Mausolée à 12 côtés                                                          |         | 1er mars 1905      | 1er mars 1905    | à géolocaliser                   | Image manquante Téléverser                                                 | Télécharger une image |
| 33-35                | Henchir Guergour    | Mausolée à deux étages que décorent des colonnes engagées d'ordre corinthien |         | 1er mars 1905      | 1er mars 1905    | à géolocaliser                   | Image manquante Téléverser                                                 | Télécharger une image |
| 33-36                | Henchir Ouikda      | Restes de l'enceinte                                                         |         | 1er mars 1905      | 1er mars 1905    | à géolocaliser                   | Image manquante Téléverser                                                 | Télécharger une image |
| 33-37                | Jérissa             | Siège de la société Jabel Ejrissa                                            |         | 13 décembre 2010   | 13 décembre 2010 | 35° 50′ 22″ nord, 8° 37′ 59″ est | Siège de la société Jabel Ejrissa                                          | Télécharger une image |
| 33-38                | Hammam Mellègue     | Hammam Mellègue                                                              |         | 4 juillet 2016     | 4 juillet 2016   | 36° 10′ 58″ nord, 8° 34′ 20″ est | Hammam Mellègue                                                            | Télécharger une image |
| 33-39                | Le Kef              | Kasbah du Kef                                                                |         | 21 janvier 2021    | 21 janvier 2021  | 36° 10′ 55″ nord, 8° 42′ 46″ est | Kasbah du Kef                                                              | Télécharger une image |
| 33-40                | Kef Ouest           | Monuments préhistoriques de Sidi Ezzine                                      |         | 22 janvier 2024    | 22 janvier 2024  | à géolocaliser                   | Image manquante Téléverser                                                 | Télécharger une image |